# 维达亚
维达亚（法語：Vidaillat，法語發音：[vidaja]）是法国克勒兹省的一个市镇，位于该省中部偏西南，属于盖雷区。

## 地理
维达亚（45°57'28"N, 1°54'25"E）面积23.59 平方千米，位于法国新阿基坦大区克勒兹省，该省份为法国中部省份，位于法國中央高原西北部，北起安德尔省和谢尔省，西接维埃纳省，南至科雷兹省，东临多姆山省，东北与阿列省接壤。
与维达亚接壤的市镇（或旧市镇、城区）包括：沙瓦纳、勒蒙泰伊欧维孔特、拉普日、苏布雷博斯、圣伊莱尔堡、圣帕尔杜莫尔特罗莱、圣皮埃尔贝勒维。

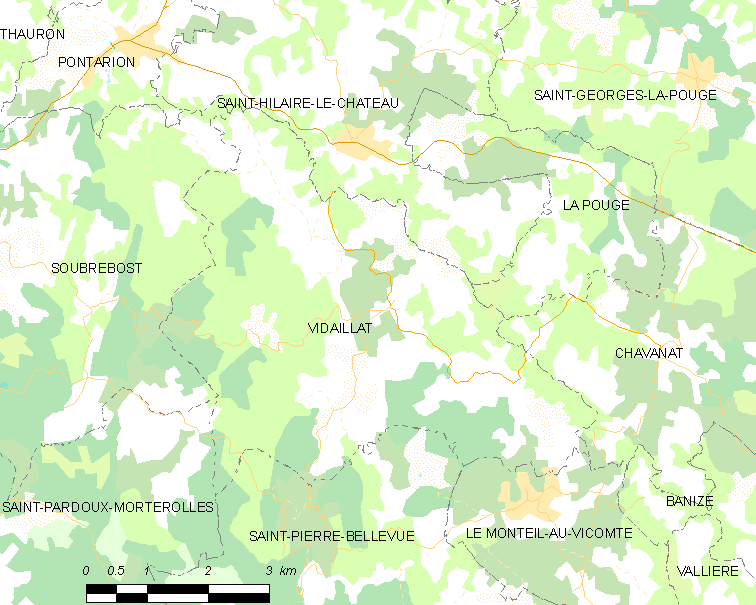
维达亚的OSM定位图

维达亚的时区为UTC+01:00、UTC+02:00（夏令时）。

## 行政
维达亚的邮政编码为23250，INSEE市镇编码为23260。

## 政治
维达亚所属的省级选区为阿安县。

## 人口

1962-2008年间维达亚人口变化图示

维达亚于2022年1月1日时的人口数量为201人。

## 交通
克勒兹省省道D34线、D36线、D45线等经过境内。